# Nuclei comunisti territoriali
I Nuclei comunisti territoriali erano un'organizzazione armata comunista, la quale sorse da svariati collettivi di operai e proletari che militavano nell'ambito dell'Autonomia Operaia della provincia torinese, i quali decisero di passare alla lotta armata per il comunismo contro lo stato italiano, giudicato capitalista ed oppressivo, e questa nuova organizzazione fece azioni armate contro aziende capitaliste della nella città di Torino. I Nuclei Comunisti furono un gruppo a parte dalle Brigate Rosse e Prima Linea, poiché non condividevano la chiusura dei brigatisti comunisti nei confronti dei movimenti comunisti extraparlamentari, ed al tempo stesso non condividevano la linea culturale dei piellini comunisti, ma cercavano l'appoggio del movimento operaio. I dirigenti di questa organizzazione erano i teorici dell'operaismo comunista piemontese Guido Borio, Luciano Del Medico, Guido Mihalic, che furono anche i leader dell'Autonomia Operaia della provincia torinese, e che dopo i licenziamenti dei 61 operai della Fiat, ed il processo del 7 aprile del 1979, decisero di passare alla lotta armata. La maggioranza deI militanti dei Nuclei comunisti territoriali erano operai delle fabbriche piemontesi, ed infatti seguendo le tesi dell'operaismo comunista, il consenso operaio, e la lotta di classe in fabbrica fu uno dei loro più importanti campi d'azione, poiché il loro Obiettivo strategico, era il controllo del territorio e la costituzione di un esercito proletario comunista.
Nel 1979 i NCT compirono vari attentati contro beni e proprietà di diversi impiegati e dirigenti FIAT, creando ingenti danni tra i quadri delle aziende torinesi.

## le azioni armate e l'attentato alla Framtek
Nel 1979 i NCT compirono vari attentati contro beni e proprietà di diversi impiegati e dirigenti FIAT, creando ingenti danni tra i quadri delle aziende torinesi. Nel gennaio del 1980 attuarono un grosso sabotaggio alla fabbrica Framtek del gruppo Fiat. Quattro terroristi entrarono e neutralizzarono, radunandoli nella guardiola, due guardiani, un autista e una guardia giurata. Successivamente entrarono altri due terroristi e lanciarono alcune bombe incendiarie. Lanciate le bombe i terroristi tornarono nella guardiola dello stabilimento dove avevano radunato prigionieri i guardiani. Quindi fecero sdraiare a terra i due guardiani, Carlo Ala e Giovanni Pegorin, i quali evnnero accusati di violenze e vessazioni verso gli operai che scioperavano, e li bersagliarono con 10 colpi. Carlo Ala morì dissanguato mentre arrivava in ospedale, lasciava la moglie e tre figlie, Giovanni Pegorin, ferito, fu salvato. Gli arresti che seguirono nell'estate misero fine all'attività del gruppo.
Guido Borio, dopo aver scontato la sua pena, lavora nel campo delle cooperative sociali; nel 2005 ha pubblicato il saggio Futuro Anteriore in cui analizza le istanze operaiste dagli anni '70 ai no-global.
I Nuclei comunisti territoriali furono presenti solo in Piemonte e per la loro azione sono state inquisite 42 persone.